# Casa del Doncel

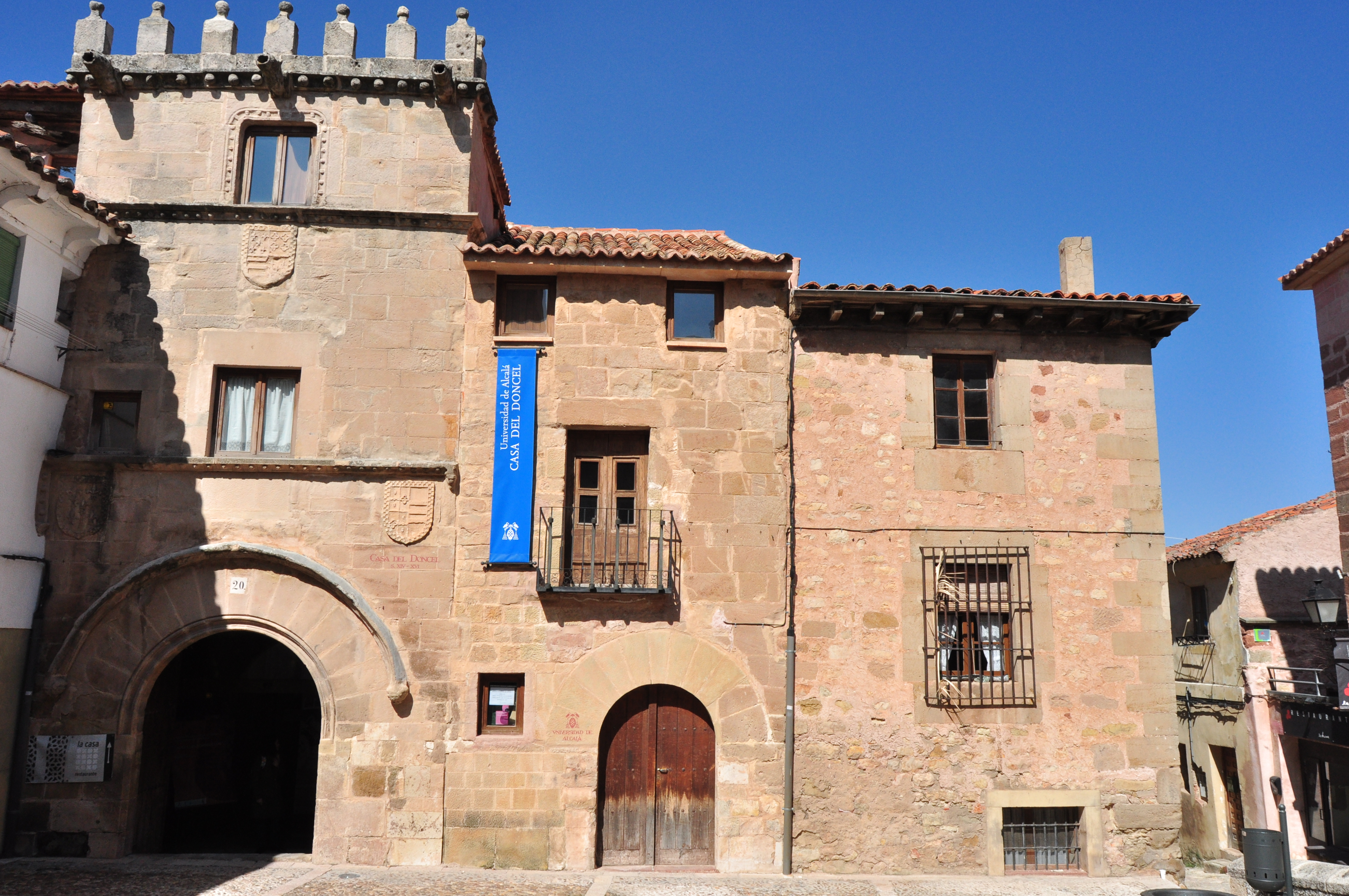
Casa del Doncel

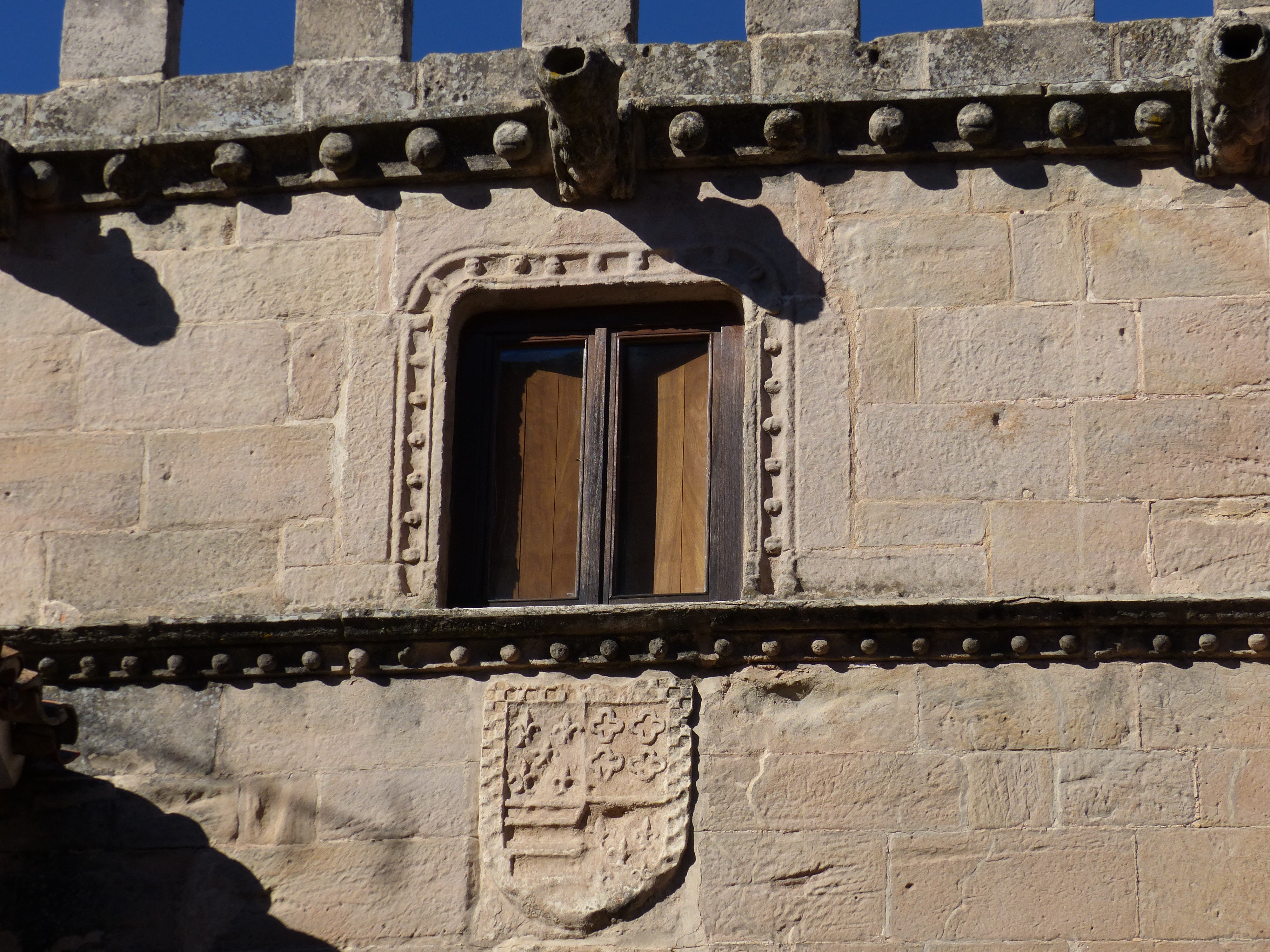
Fenster und Wappen

Die Casa del Doncel in Sigüenza, einer spanischen Gemeinde in der Provinz Guadalajara der Autonomen Gemeinschaft Kastilien-La Mancha, wurde ursprünglich im 13. Jahrhundert errichtet. Das gotische Haus gegenüber der Kirche San Vicente ist als Teil der historischen Altstadt als Baudenkmal (Bien de Interés Cultural) geschützt.

## Geschichte
Das Gebäude wurde nach Martín Vázquez de Arce (1461–1486), als Doncel de Sigüenza tituliert, benannt, dessen Familie in dem Haus wohnte. In der Kathedrale von Sigüenza befindet sich sein prachtvolles Grab.

## Architektur
Das dreigeschossige Haus ist mit Werksteinen, die aus dem regionalen Kalkstein und Sandstein stammen, errichtet. Das Dach wird von Zinnen bekrönt. An der Straßenseite befindet sich das rundbogige Portal, diese Fassade ist mit den steinernen Wappen der Familien Vázquez de Arce und Sosa geschmückt. Das Innere der Casa del Doncel wurde mehrmals durch Umbauten verändert.

## Heutige Nutzung
Heute befindet sich in dem Gebäude das Heimatmuseum und das Stadtarchiv von Sigüenza.